# 戎克船

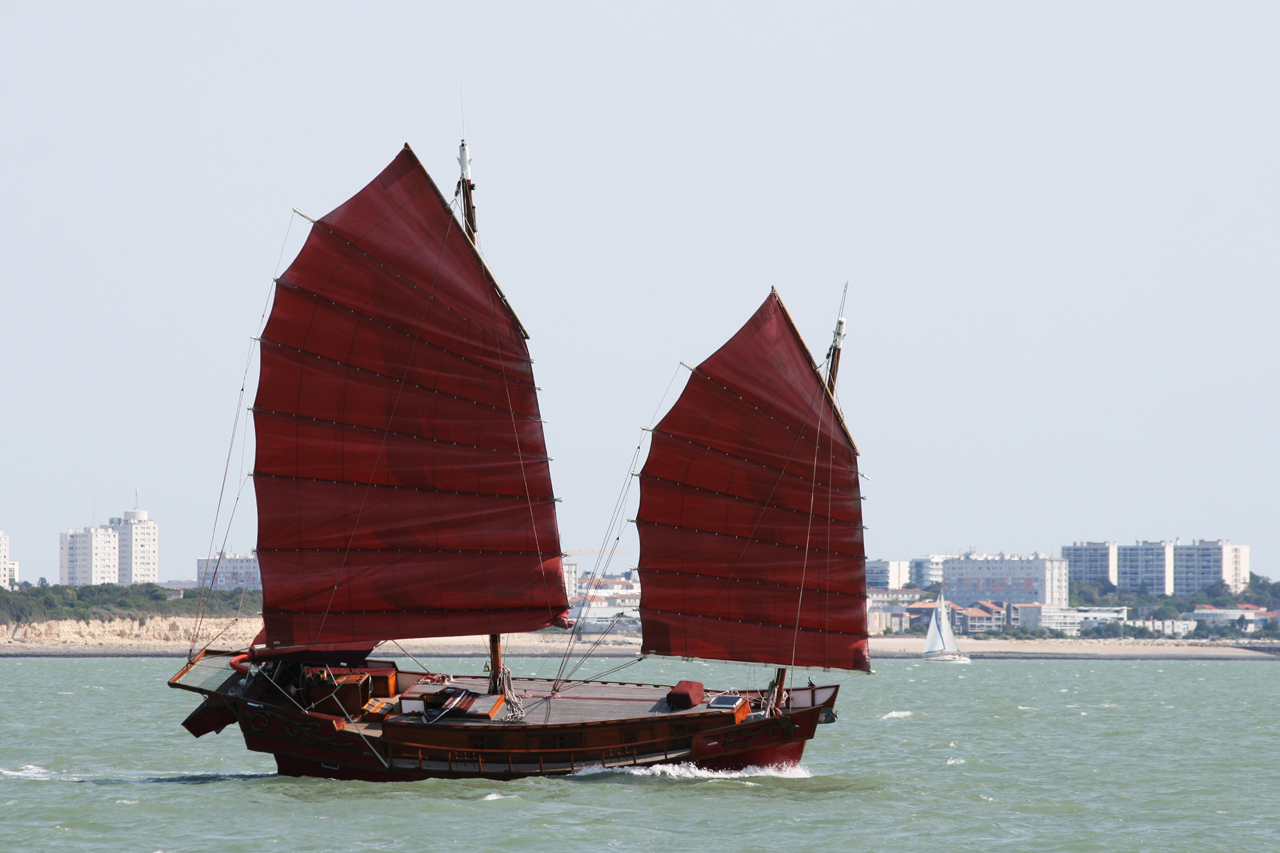
2009年於拉羅謝爾一艘現代建造的戎克船

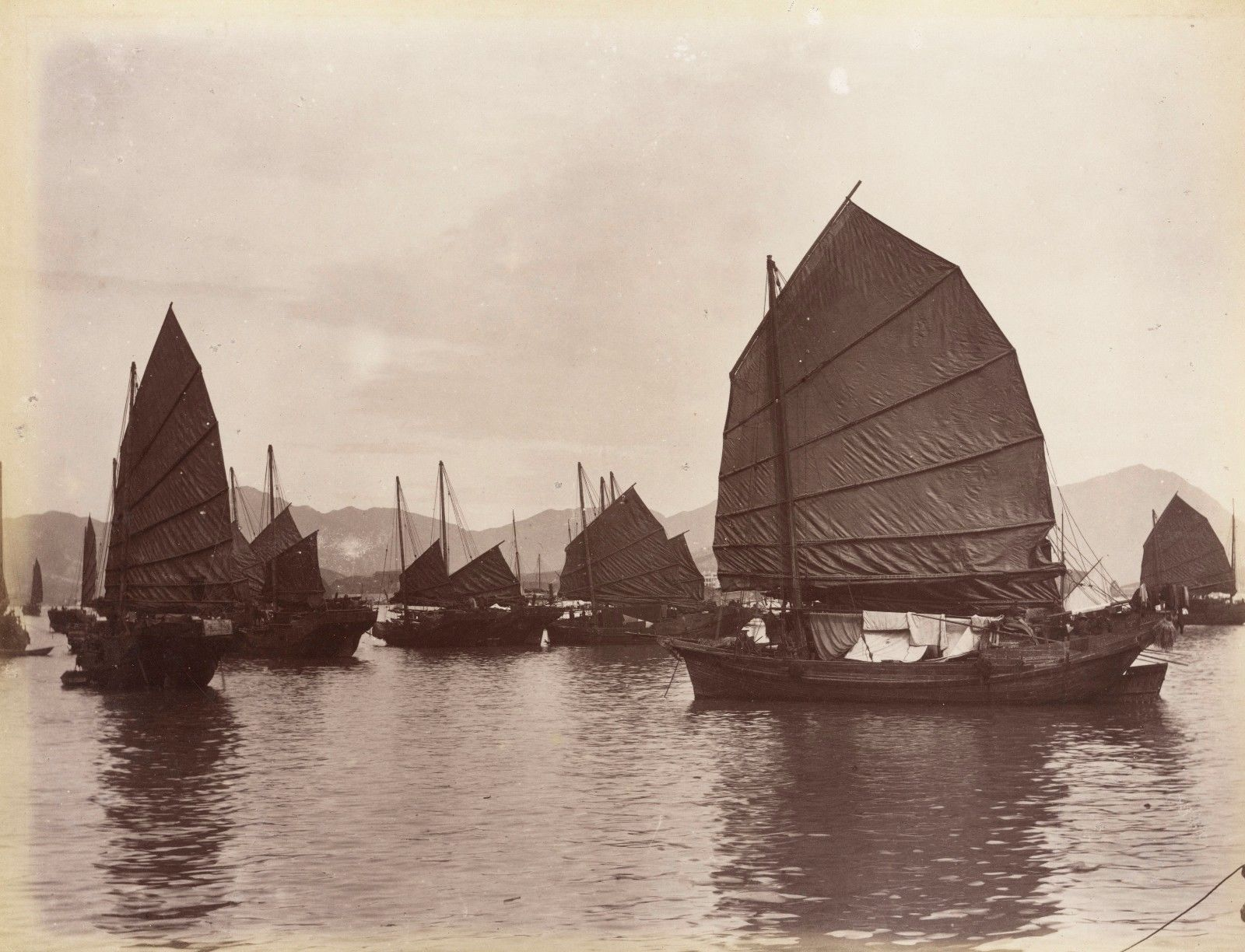
1880年停泊於廣州的戎克船

䑸（歐洲人音譯Junk，中文二次音譯後稱「戎克船」）為一種中國古代帆船。

## 詞考
此船於華語中稱「䑸」，歐洲人音譯為“Junk”，華文於二次音譯後才成為「戎克船」。日文漢字「戎克」為馬來語「dgong」或「jong」的音譯；也有說法是音譯自葡萄牙文「junco」（意為衝鋒）。德文「Dschunke」發音很像戎克二字。
戎克船在各處稱呼不同，也會隨著船隻大小改變稱呼，例如在台灣淡水地區便有：斛船（載量千石以上）、小船（載量百石至千石）、翻身（載量百石以下）等紀錄。:95-96

## 記載
曾任葡萄牙駐果亞（Goa）大主教Don Very Vincente da Fonseca的書記或文書人員的林斯豪頓（Jan Huygen van Linschoten）回到荷蘭後，於1595年完成《東印度水路誌》，隔年由阿姆斯特丹出版商Cornelis Claesz.出版。共有三編，上編《航海記》、中編《水路誌》及下編《見聞》，為荷蘭拓展貿易的指南。當中曾描繪16世紀航行於亞洲海域的中國戎克船。

## 清代海船
清代用於航行的船隻，主要為戎克船（帆船）。其中台灣島由於經濟需求使然，且東西向河流不利南北陸路運輸，不論是台灣西部沿海或者橫洋至福建、浙江交易等，皆非常仰賴海運，故航海事業特別發達。:94-95
當時清政府為了管制船舶，對於船身上漆的顏色皆有所規定，舉凡船艙至樑頭部分一律塗飾指定的漆，船艏需刻該船隻的州縣名，帆蓬需標註船戶的姓名以及州縣名。此外，不同顏色的船身也象徵不同的地域，例如「綠頭船」為福建船、「紅頭船」為廣東船、「白底船」為台灣船，「烏槽船」則來自寧波。:95

## 清代船運組織
根據1890年代的紀錄，載量千石的帆船（戎克船）一艘，製造成本約二千兩，因航運業風險高，單人財力通常難以獨自經營，在福建地區往往採「合股整船」的經營方式，當時合股股東的人數平均為2.26人，且採用這種方式經營的船主，很大比例也身兼股東一職。清代沿海航行的戎克船人員，工作人數大約在二十人至三十人之間，其職稱與工作內容，茲舉台灣為例：:96-98
| 職稱   | 職稱 | 職責                                                               |
| ------ | ---- | ------------------------------------------------------------------ |
| 出海   | 出海 | 負責雇用舵工、舵水人，購買糧食，辦理進出港手續，備妥船照與厘金稅單 |
| 財副   | 財副 | 專門負責金錢出納與帳簿登記，帳簿包括：日清簿、貨清簿、艙口總簿等。 |
| 舵工   | 舵工 | 航行職務的指揮者，監督舵水人的工作狀況                             |
| 舵水人 | 大繚 | 負責操舵、調整帆蓬                                                 |
| 舵水人 | 亞班 | 負責桅索、滑車                                                     |
| 舵水人 | 頭碇 | 負責投碇、收碇與保管                                               |
| 舵水人 | 押工 | 負責舢舨船的保管與維修                                             |
| 舵水人 | 艙口 | 負責監理貨物裝卸                                                   |
| 舵水人 | 總舖 | 負責炊事                                                           |
| 舵水人 | 水手 | 各類雜役                                                           |